# خربزه ایرانی

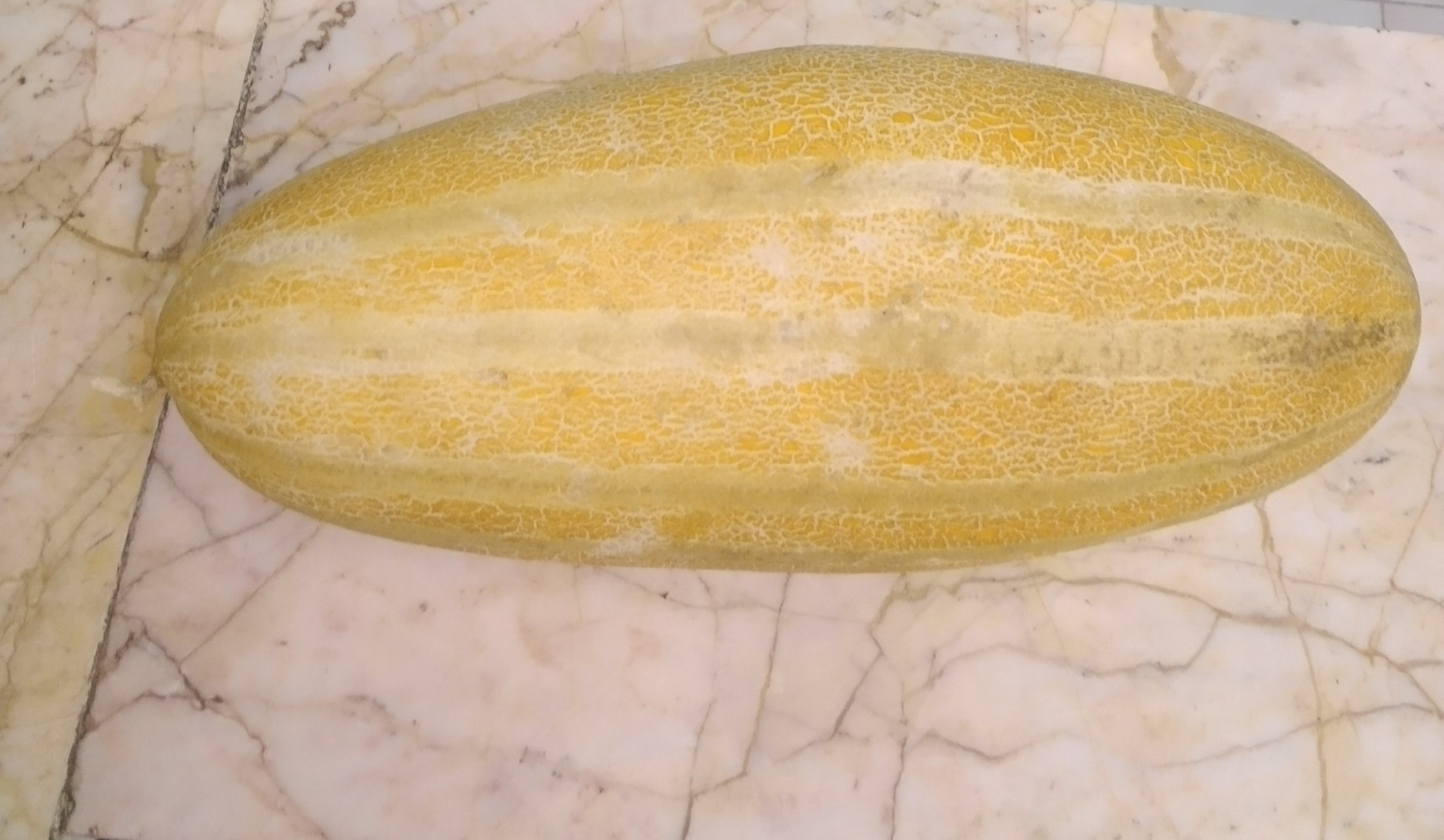
خربزه ایرانی که در میان مردم محلی معروف است به خربزه مشهدی.

خَربُزه ایرانی یا خربزه گیاهی از تیره کدوییان که میوه‌اش درشت و شیرین و آب‌دار است. بوتهٔ آن کوتاه و ساقه‌هایش روی زمین می‌خوابد. خربزه گیاهی از خانوادهٔ Cucurbitaceae با نام علمی Cucumis melo var.inodorus است. خربزه جزو صیفی‌جات به‌شمار می‌آید.
خربزه دارای مقدار زیادی ویتامین A,C و سلولز است. به‌طورکلی، خانوادهٔ خربزه شامل انواع گرمک و طالبی نیز می‌شود که البته این دو نوع کم‌آب‌تر و شیرینی کمتری نسبت به خربزه دارند. معمولاً هرچه رنگ خربزه زرد تیره مایل به نارنجی و خطوط سفید رنگ روی آن بیشتر باشد، شیرین‌تر است.

## نحوه و محل کاشت خربزه
توصیه شده‌است که این گیاهان بر ردیف‌هایی از برآمدگی‌های خاکی و به صورت گروهی یا دسته‌ای کاشته شود. کاشت به صورت جوی و پشته‌او توسط بذر یا نشا انجام می‌شود.
خربزه حاوی مقدار زیادی ویتامین A , C , E, K و همچنین آهن و روی است. خربزه در درمان سنگ کلیه و بیماری‌های مثانه و مجاری ادرار مفید است.

## نگارخانه

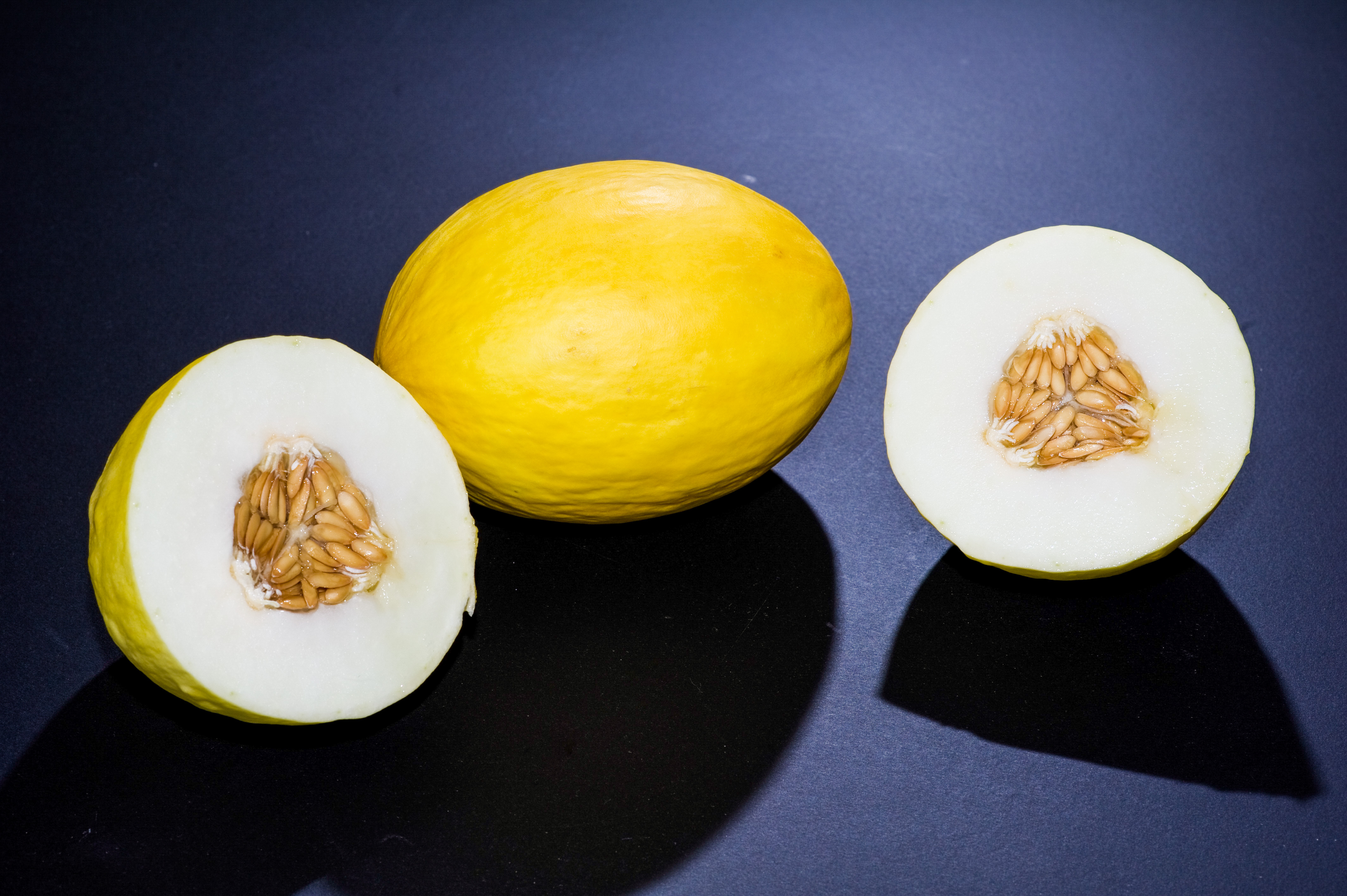
[[پرونده:Persian melon Bahar1.jpg|جایگزین=خربزه|بندانگشتی|خربزه
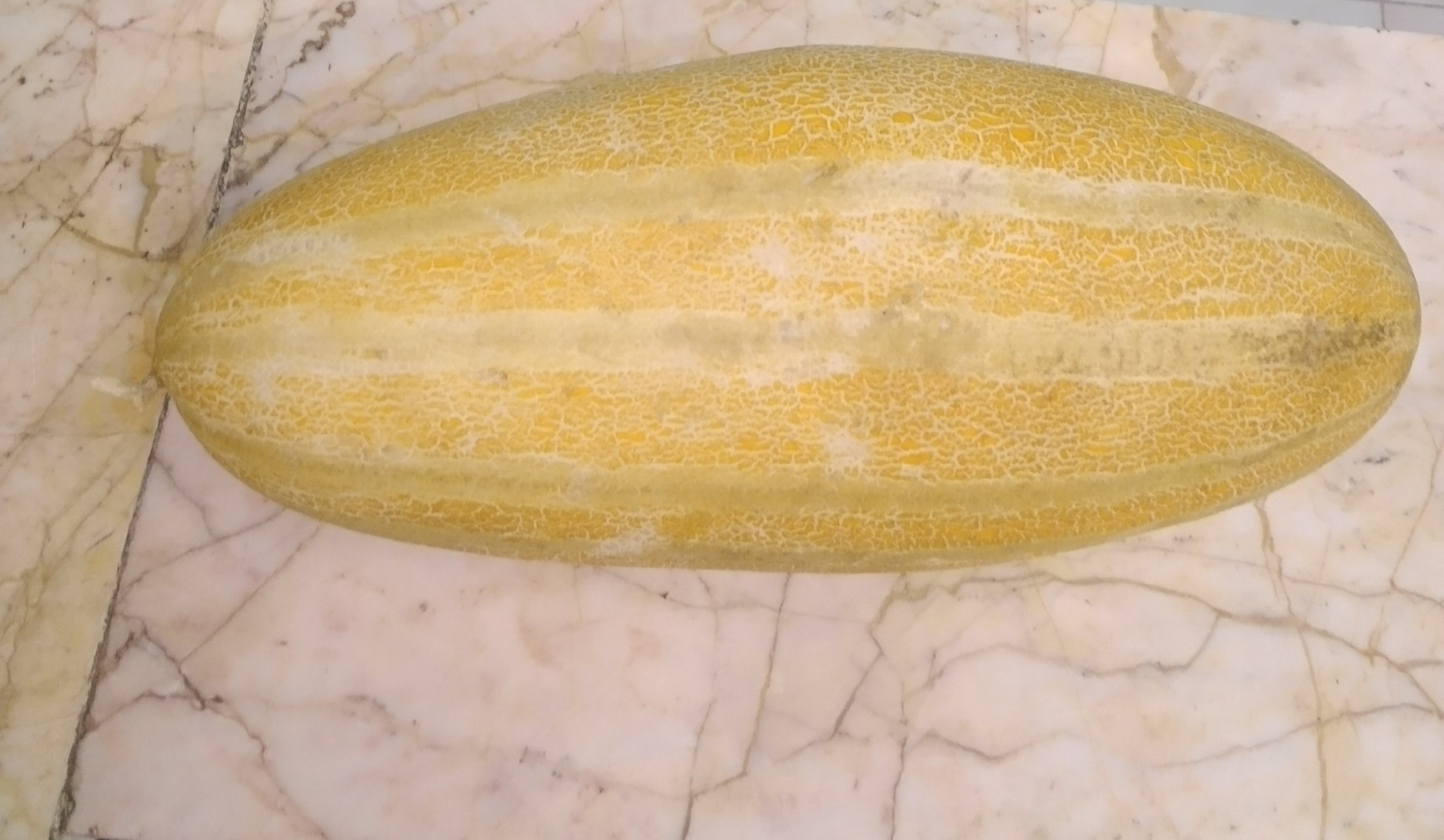
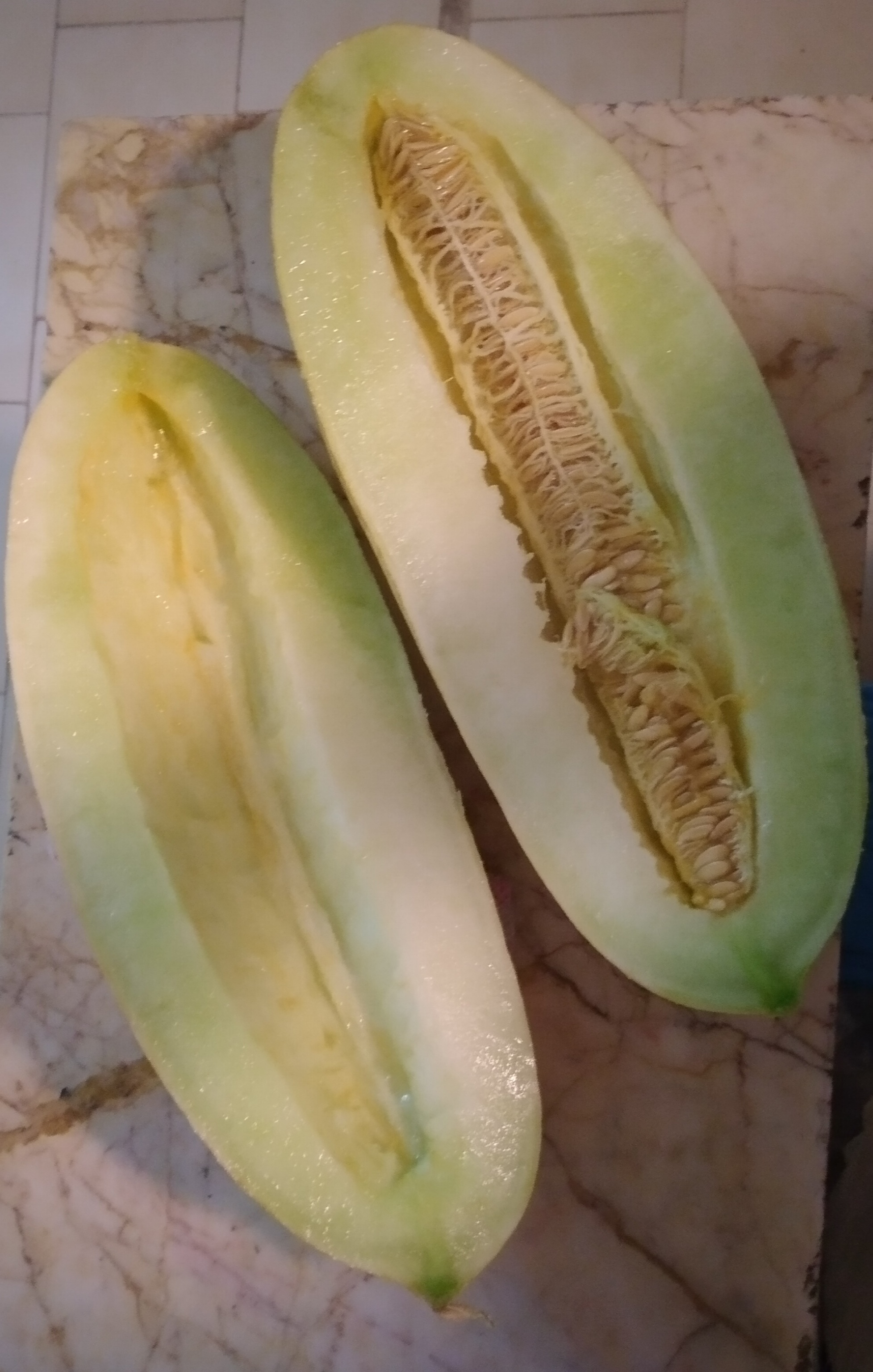